# ディンギル帝国
ディンギル帝国（ディンギルていこく）は『宇宙戦艦ヤマト 完結編』に登場する架空の星間国家。

## 概要
国家元首はルガール大神官大総統。後継者として長男のルガール・ド・ザール（ルガール2世）が登場している。
劇中では、ルガール大神官大総統は、自らの国家を「ルガール王国」とも述べている。
ディンギル星は地球から3,000光年の距離のアンファ恒星系に位置する第4惑星である。3つの衛星をもち、帝都名はプレ・シュメール。惑星そのものは自然に乏しく、巨大なクレーター内に都市が存在する。この星は特殊な組成となっており、回遊惑星アクエリアスが回遊してきた際には、これがもたらした大量の水と結びつき、大爆発を起こして消滅したことをルガール・ド・ザールが劇中で語っている。
ディンギル帝国の科学力は高く、アクエリアスをワープさせるほどの技術を持つ。しかしアクエリアスが母星に接近した際には、二重銀河の衝突に伴い発生した次元断層から突然現れたため、回避する時間がなかった（アクエリアスをワープさせるにはエネルギー放射が必要だが、それを準備する時間がなかった）。
星間国家とされているが、植民星などはおろか本星以外に勢力が存在する描写すらなく、勢力圏は地球連邦よりも狭いとする説もある。
人物名や帝国名などの主要な名称の大半はシュメール文明から採られており（ディンギル、ウルクなど）、後年の資料では同文明を出自しているとされている。

## 政治体制
ディンギル帝国の特徴は、元首である大神官大総統を頂点とした高い宗教性にある。神殿には、「神々の王」（その姿は地球における「悪魔」を彷彿とさせる）とされる神像を祭って崇拝し、ありとあらゆる神が自身らに加護を与えているとしている。
宗教による国家体制の維持は、実在の国家でも見られる強固な政治体制の一つである。

## ディンギル人
極端な弱肉強食思想のもと、強者が世界を制するとし、弱者はたとえ同族であっても切り捨てる。また、非常に好戦的で、「前に立ちはだかるものはすべて敵」と見なす。
祖先は約1万年前に地球で最初の文明を築いた「地球人」であったため、皮膚の色が灰緑色であること以外、肉体の組成は地球人と同一である。「水惑星アクエリアス」の地球への回遊による大洪水によって滅亡寸前のところを、先住ディンギル人の円盤によって救出されてディンギル星へ移住したが、やがて大恩ある先住ディンギル人を駆逐してディンギル帝国を築いた。
その経験からか「自分の幸せのためには何をしてもいい」・「強さが正義であり、強者のみが生き残る権利がある」という、極端な弱肉強食思想に凝り固まっていくようになった。それゆえ、都市衛星ウルクから脱出する際には大神官大総統ルガールの「この世は、強い者が栄えるためにある。弱い老人や女子供など滅びて当然」という思想に基づき、健全で若い男性しか乗船させなかったようである。しかし、地球人類の女性を絶滅させてどんな方法でディンギルの種を存続させるつもりだったのかは不明。なお、若桜木虔による小説版では、子孫を残すために若い女性も強引に連れ出して乗船させるという設定になっている。

## ディンギル帝国軍
徹底的な弱肉強食思想の下、敵対者は完全に殲滅することを信条とする。「敵に対する敬意や情けをかける」といった地球流の発想は持ち合わせず、地球側が敵であるディンギル帝国残存者の救助作業を行っている隙を突いて攻撃を仕掛けるなど、敵の習慣を巧みに利用した作戦を展開する。
最大の武器は、水雷戦隊の発射するハイパー放射ミサイルで、真田志郎が「対ハイパー放射ミサイル艦首ビーム砲」を発明するまで無敵とも言える兵器であった。他の特徴的な兵器にニュートリノビームがある。
所有艦艇は反波動粒子体をエネルギーとしている。地球への侵攻時、アクエリアスにエネルギー吸収プラントを建設し、アクエリアスの水から反波動粒子体を取り出していた。後にヤマトは地球への接近するアクエリアスの水柱を断つため、このエネルギー吸収プラントからトリチウムを積み込む。
メカデザインとしては、主武装のガトリング型ビーム砲と、前から見ると矢印（←）状の独特なフィンの形状に特徴が見られる。このフィンは航空機尾翼用に限られるものではなく、艦艇の横や、ガトリング砲の横など、大きさも様々なものが取り付けられている。
また、陸戦や白兵戦闘においても精強である。陸戦用として、メカホース（馬形ロボット）による騎兵軍団がある。都市衛星ウルクにおけるヤマトとの白兵戦においては、ルガールがこの騎兵軍団を率い、ヤマトに突撃を敢行した。その結果、ヤマトクルーたちに大打撃を与え、島大介を戦死させている。

## 劇中での描写
西暦2203年、銀河系中心部の宇宙で大きな異変が生じた。異次元断層から別の銀河が現れ、核恒星系付近で銀河系同士の衝突が起こり、多くの星々が消滅した。その異次元断層から恒星間空間を回遊する水惑星アクエリアスが現れ、ディンギル星を水没させる。ルガールなど一部の人々は都市衛星ウルクで星を脱出。偶然この辺りをワープアウトしたヤマトは、ディンギル星に残された人々を救助するも、結果的に一人の少年しか救えなかった。
ルガール・ド・ザールは消滅するディンギル星の命運を見届けるため、移動要塞母艦に座乗して宇宙空間で待機していた。発見したヤマトを敵と断定し、ハイパー放射ミサイルで、これを航行不能にさせる。
ルガールは、移住先として父祖の地、地球を狙い、アクエリアスをワープさせて短期間で地球を水没して地球人類を絶滅に追い込もうと考える。地球人類を地球に封じ込めるため、ルガール・ド・ザールを太陽系制圧艦隊の司令官に任命する。ルガール・ド・ザールは機動艦隊を率いて太陽系に侵攻し、移民船団と護衛艦隊を全滅させて主要惑星を制圧。空母艦上機による地球本土への空襲を行い、地球防衛軍の基地や停泊中の艦船を全て破壊すると同時に一般人を虐殺し、冥王星へ帰還する。
都市衛星ウルクがヤマトとの交戦により崩壊した後、ルガールは残存艦隊を率いてヤマトに総攻撃をかけようとするが、突如現れたデスラー率いるガルマン・ガミラス帝国艦隊に撃破され、デスラー砲により旗艦を葬られる。

## 主要人物
- ルガール - 大神官大総統
- ルガール・ド・ザール - 大神官大総統ルガールの長男・太陽系制圧艦隊司令官
- ディンギルの少年 - 大神官大総統ルガールの次男
- ルガールの参謀A
- ルガールの参謀B
- ルガール・ド・ザールの参謀長

## 所有艦艇

### 戦艦
- 巨大戦艦ガルンボルスト
- 中型戦艦カリグラ級

### 空母
- 空母

### 水雷母艦
- 水雷母艦

### その他
- プレ・ノア
- 岩石ロケット

## 宇宙要塞
- 都市衛星ウルク
- 移動要塞母艦

## 航空機・宇宙艇
航空機
- 高官指揮用重駆逐戦闘機ラルゴールム
- 大型戦闘機
- 小型戦闘機
- 1人乗り攻撃型円盤
- 高機動軽防空戦闘機カリスマIII

宇宙艇
- 水雷艇

## 陸上兵器・地上部隊
- ロボットホース

## 兵器・関連技術
- ニュートリノビーム防禦幕
- ハイパー放射ミサイル